# ダリオ・サリッチ
- ダリオ・シャリッチ

ダリオ・サリッチ（Dario Šarić, 1994年4月8日‐）は、クロアチアのシベニク出身のプロバスケットボール選手。NBAのサクラメント・キングスに所属している。ポジションはパワーフォワードまたはセンター。

## 経歴

### NBA以前
2009年にKKズリニェヴァツに加入しプロデビュー、2010年KKドゥブラバ、2011年KKザグレブ、2012年にはKKシボナに移籍した。
2014年のNBAドラフトに19歳でエントリーし、オーランド・マジックから1巡目12位で指名され、その後フィラデルフィア・76ersに交渉権が移動した。

### フィラデルフィア・76ers
2016-17シーズン開幕前の2016年7月14日、フィラデルフィア・76ersと契約。2017年3月24日のシカゴ・ブルズ戦で自身初の30得点以上となる32得点を記録した。NBA1年目は81試合（36先発）に平均23.6分の出場で、12.8得点、6.3リバウンド、2.2アシスト、0.7スティール、0.4ブロックなどの好成績を記録し、NBAオールルーキーチーム（1st）を受賞した（新人王はマルコム・ブログドン）。
2017-18シーズンは球団として6年ぶりのプレーオフ出場となり、全10試合で先発出場し、平均17.2得点、7.3リバウンド、3.5アシストなどの好成績を記録したが、カンファレンス準決勝でボストン・セルティックスに1勝4敗で敗退した。

### ミネソタ・ティンバーウルブズ
2018-19シーズンの2018年11月、ジミー・バトラー絡みの大型トレードによりミネソタ・ティンバーウルブズに移籍した。

### フェニックス・サンズ
2019年のドラフトの後、フェニックス・サンズの6位指名のジャレット・カルバーとのトレードでティンバーウルブズの11位指名のキャメロン・ジョンソンと共にサンズへ移籍した（ドラフト指名選手はどちらも当時は交渉権のみの移動）。
2020-21シーズン開幕前の2020年11月、サンズと3年2700万ドルで契約を延長した。2021年1月11日のワシントン・ウィザーズ戦の後、新型コロナウイルスの規定で出場制限となり、その後に右足首の捻挫もあって13試合を欠場し、2月13日に試合に復帰した。サンズは開幕前にクリス・ポールをトレードで獲得し、球団として11年のプレーオフ出場となった。2021年のNBAファイナルに出場したが、サリッチは初戦の第1クォーターに右膝を痛めて途中退場し、その後前十字靭帯断裂が判明し、シーズンを終えた。サンズはミルウォーキー・バックスに2勝4敗で敗退した。このシーズンはパワーフォワードにジェイ・クラウダーやキャメロン・ジョンソンが多く起用されたことで、センターとしてディアンドレ・エイトンの控えとして出場し、フランク・カミンスキーと出場時間を分け合ったことで、出場機会が激減した。

### オクラホマシティ・サンダー
2022-23シーズン、2023年2月9日にダリアス・ベイズリーとのトレードでオクラホマシティ・サンダーへ移籍した。

### ゴールデンステート・ウォリアーズ
2023-24シーズン開幕前の7月12日にゴールデンステート・ウォリアーズとの契約に合意した。

### デンバー・ナゲッツ
2024-25シーズン開幕前の2024年7月12日にデンバー・ナゲッツとの契約に合意した。

### サクラメント・キングス
2025年7月13日、ヨナス・ヴァランチューナスとのトレードでサクラメント・キングスに移籍した。

## 個人成績

### NBA

#### レギュラーシーズン
| シーズン  | チーム | GP             | GS             | MPG            | FG%            | 3P%            | FT%            | RPG            | APG            | SPG            | BPG            | TO             | PPG            |
| --------- | ------ | -------------- | -------------- | -------------- | -------------- | -------------- | -------------- | -------------- | -------------- | -------------- | -------------- | -------------- | -------------- |
| 2016–17   | PHI    | 81             | 36             | 26.3           | .411           | .311           | .782           | 6.3            | 2.2            | .7             | .4             | 2.3            | 12.8           |
| 2017–18   | PHI    | 78             | 73             | 29.6           | .453           | .393           | .860           | 6.7            | 2.6            | .7             | .3             | 1.9            | 14.6           |
| 2018–19   | PHI    | 13             | 13             | 30.5           | .364           | .300           | .900           | 6.6            | 2.0            | .3             | .2             | 1.9            | 11.1           |
| 2018–19   | MIN    | 68             | 28             | 23.9           | .454           | .383           | .875           | 5.5            | 1.5            | .6             | .1             | 1.1            | 10.5           |
| 2018-19計 | MIN    | 81             | 41             | 25.0           | .437           | .365           | .880           | 5.6            | 1.6            | .6             | .1             | 1.2            | 10.6           |
| 2019–20   | PHX    | 66             | 51             | 24.7           | .476           | .357           | .844           | 6.2            | 1.9            | .6             | .2             | 1.3            | 10.7           |
| 2020–21   | PHX    | 50             | 4              | 17.4           | .447           | .348           | .848           | 3.8            | 1.3            | .6             | .1             | 1.1            | 8.7            |
| 2021–22   | PHX    | 負傷により全休 | 負傷により全休 | 負傷により全休 | 負傷により全休 | 負傷により全休 | 負傷により全休 | 負傷により全休 | 負傷により全休 | 負傷により全休 | 負傷により全休 | 負傷により全休 | 負傷により全休 |
| 2022–23   | PHX    | 37             | 12             | 14.4           | .427           | .391           | .818           | 3.8            | 1.5            | .4             | .1             | 1.0            | 5.8            |
| 2022–23   | OKC    | 20             | 0              | 13.7           | .515           | .391           | .844           | 3.3            | .9             | .4             | .1             | 1.0            | 7.4            |
| 2022-23計 | OKC    | 57             | 12             | 14.1           | .458           | .391           | .829           | 3.6            | 1.3            | .4             | .1             | 1.0            | 6.4            |
| 2023–24   | GSW    | 64             | 9              | 17.2           | .466           | .376           | .849           | 4.4            | 2.3            | .5             | .2             | 1.2            | 8.0            |
| 2024–25   | DEN    | 16             | 4              | 13.1           | .362           | .269           | .700           | 3.1            | 1.4            | .4             | .1             | .9             | 3.5            |
| 通算      | 通算   | 493            | 230            | 22.5           | .444           | .360           | .837           | 5.3            | 1.9            | .6             | .2             | 1.5            | 10.4           |

- 2019-20シーズンは73試合で打ち切り、2020-21シーズンは72試合制

#### プレーオフ
| シーズン | チーム | GP | GS | MPG  | FG%  | 3P%  | FT%  | RPG | APG | SPG | BPG | TO  | PPG  |
| -------- | ------ | -- | -- | ---- | ---- | ---- | ---- | --- | --- | --- | --- | --- | ---- |
| 2018     | PHI    | 10 | 10 | 32.9 | .421 | .385 | .850 | 7.3 | 3.5 | 1.0 | .4  | 1.5 | 17.2 |
| 2021     | PHX    | 14 | 0  | 10.5 | .467 | .444 | .929 | 2.5 | 1.0 | .1  | .1  | .4  | 4.5  |
| 通算     | 通算   | 24 | 10 | 19.8 | .432 | .400 | .870 | 4.5 | 2.0 | .5  | .2  | .9  | 9.8  |

### ユーロリーグ
| シーズン | チーム               | GP | GS | MPG  | FG%  | 3P%  | FT%  | RPG | APG | SPG | BPG | PPG  | PIR  |
| -------- | -------------------- | -- | -- | ---- | ---- | ---- | ---- | --- | --- | --- | --- | ---- | ---- |
| 2011–12  | KKザグレブ           | 4  | 3  | 15.0 | .200 | .167 | .500 | 4.5 | .5  | .3  | .3  | 2.0  | .8   |
| 2014–15  | アナドル・エフェスSK | 27 | 22 | 24.4 | .433 | .306 | .707 | 6.4 | 2.3 | .7  | .4  | 9.9  | 12.6 |
| 2015–16  | アナドル・エフェスSK | 24 | 18 | 22.4 | .500 | .403 | .939 | 5.8 | 1.5 | .5  | .5  | 11.7 | 13.5 |
| 通算     | 通算                 | 55 | 43 | 22.9 | .457 | .350 | .783 | 6.0 | 1.8 | .6  | .4  | 10.1 | 12.1 |

## クロアチア代表
2010年、U-16欧州選手権において1試合平均24.3得点、11.5リバウンド、5.8アシストを記録。決勝のリトアニア戦ではトリプルダブル（30得点、11リバウンド、11アシスト）を記録して金メダル獲得に貢献し、満場一致で同大会MVPに選出された。
2011年、17歳でU-19世界選手権に出場し、出場選手中4位の18.1得点、同3位の10.1リバウンドを記録した。
2012年、U-18欧州選手権選手権では1試合平均25.6得点（1位）、10.1リバウンド（2位）を記録。決勝のリトアニア戦では39得点をあげて、金メダル獲得に貢献し、MVPに選ばれた。
2013年、U-19世界選手権で1試合平均、20.3得点、11.2リバウンド、4.9アシストの活躍を見せチームは8位、自身は大会ベスト5に選ばれた。同年9月にはFIBA欧州選手権のクロアチア代表にも選ばれ、チームは4位だった。
2016年のリオデジャネイロオリンピックでは、グループリーグの対スペイン戦で、72-70で迎えた第4クォーター残り数秒の場面で、逆転のレイアップシュートを狙ったパウ・ガソルの背後から、価千金のブロックショットを決め、勝利をもたらした。
ユーロバスケット2017、ユーロバスケット2022にも出場している。

## ナイキ・フープサミット
2011年、2012年と2年連続で19歳以下のアメリカ選抜対世界選抜の試合ナイキ・フープサミットに選抜されている。
2011年度は7得点、6リバウンド。2012年度は13得点、14リバウンドの活躍で世界選抜チームを勝利に導いた。

## プレースタイル
あらゆる面で平均以上のアジリティを持つPF/C。3Pが得意で、シューターを兼任することもできる。また、フリースローがうまくファールをもらいやすいプレーをすることが多い。